# Джиневра Муньяїні
Джиневра Муньяїні (італ. Ginevra Mugnaini; нар. 2 квітня 1973) — колишня італійська тенісистка.
Найвищу одиночну позицію світового рейтингу — 170 місце досягла 26 липня 1993, парну — 332 місце — 1 серпня 1994 року.
Здобула 2 одиночні титули.

## Фінали ITF
| Турніри $25,000 |
| Турніри $10,000 |

### Одиночний розряд: 4 (2–2)
| Результат | Ранг | Дата           | Турнір                       | Покриття | Суперниця              | Рахунок  |
| --------- | ---- | -------------- | ---------------------------- | -------- | ---------------------- | -------- |
| Поразка   | 1.   | 22 квітня 1991 | Риччоне, Італія              | Ґрунт    | Флора Перфетті         | 1–6, 4–6 |
| Поразка   | 2.   | 13 травня 1991 | Франкавілла-аль-Маре, Італія | Ґрунт    | Россана де лос Ріос    | 3–6, 5–7 |
| Перемога  | 1.   | 22 липня 1991  | Сецце, Італія                | Ґрунт    | Глорія Піццікіні       | 6–3, 6–2 |
| Перемога  | 2.   | 1 березня 1993 | Кашкайш, Португалія          | Ґрунт    | Сара Пітковскі-Малькор | 6–2, 6–4 |

### Парний розряд: 2 (0–2)
| Результат | Ранг | Дата            | Турнір                           | Покриття | Партнерка             | Суперниці                           | Рахунок  |
| --------- | ---- | --------------- | -------------------------------- | -------- | --------------------- | ----------------------------------- | -------- |
| Поразка   | 1.   | 28 вересня 1992 | Санта-Марія-Капуа-Ветере, Італія | Ґрунт    | Андрея Ехрітт-Ванк    | Анн Девріє Іріна Спирля             | 0–6, 0–6 |
| Поразка   | 2.   | 27 червня 1994  | Велп, Нідерланди                 | Ґрунт    | Alessia Sciarpelletti | Генріетте ван Алдерен Nancy van Erp | 2–6, 5–7 |